# Automotor

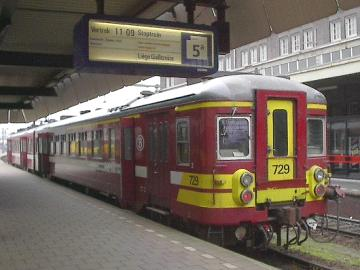
Automotor de tip belgian

Automotorul este un vehicul feroviar proiectat pentru a furniza, prin roțile proprii, puterea de tracțiune necesară pentru a se propulsa și care poate transporta marfă și pasageri. Automotoarele pot fi propulsate de motoare diesel sau electrice.

## Automotoarele electrice
Automotoarele electrice sunt automotoare sunt compuse din vagoane proprii. Majoritatea automotoarele electrice sunt cuplate câte două. Spre exemplu, singurul automotor electric operat în România, 58 a CFR Călători, poate fi cuplat cu până la alte 2 automotoare separate.